# Иджид-Кикйоль
Иджи́д-Кикйо́ль або Иджи́д-Кик'є́ль (рос. Ыджид-Кыкъёль, Ыджыд-Кыкъель) — річка в Республіці Комі, Росія, ліва притока річки Челач, лівої притоки річки Ілич, правої притоки річки Печора. Протікає територією Троїцько-Печорського району.
Річка бере початок із болота Иджид-Палнюр, протікає на північний схід.